# Diamesa gemella
Diamesa gemella är en tvåvingeart som först beskrevs av Pankratova 1950.  Diamesa gemella ingår i släktet Diamesa och familjen fjädermyggor. Inga underarter finns listade i Catalogue of Life.